# 아이언브리지 계곡

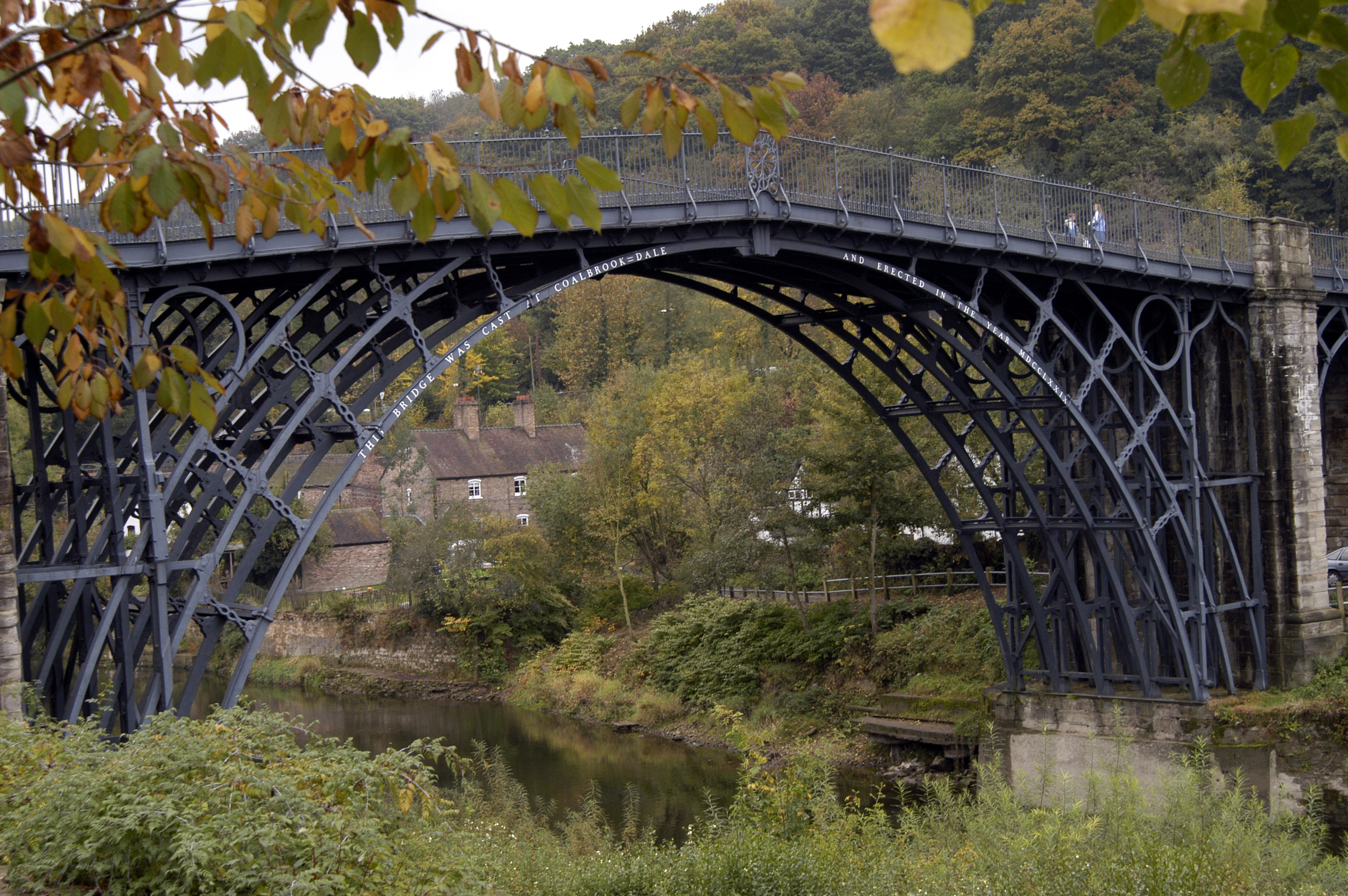
아이언브리지 계곡

아이언브리지 계곡(Ironbridge Gorge)은 잉글랜드 슈롭셔주 콜브룩데일에 있는 세번강이 형성한 협곡이다. 1986년에 유네스코 세계 유산에 등록되었다.

## 같이 보기
- 아이언 브리지